# Ernst Schneider (Unternehmensberater)

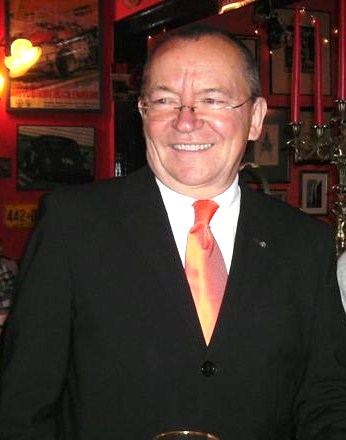
Ernst Schneider

Ernst Schneider (* 27. Januar 1944 in St. Wendel) ist ein deutscher Unternehmensberater, Verhaltenstrainer und Fachbuchautor.

## Biografie
Ernst Schneider, Sohn des Getränkegroßhändlers Adolf Schneider und seiner Frau Irmina, verbrachte seine Kindheit und Jugend in der saarländischen Schaumberggemeinde Tholey. Dort besuchte er von 1950 bis 1955 die katholische Volksschule. Von 1955 bis 1962 durchlief er das Gymnasium Wendalinum in St. Wendel und wechselte danach über zum Gymnasium Mayen/Eifel, wo er 1965 sein Abitur ablegte. Ab 1965 studierte er Betriebswirtschaft an den Universitäten Saarbrücken, Würzburg und Nürnberg und beendete sein Studium 1970 erfolgreich als Diplom-Kaufmann. 1974 wurde Schneider zum Doktor rer. pol. promoviert.
Ernst Schneider ist verheiratet mit seiner Frau Theresia und hat mit ihr einen erwachsenen Sohn.
Er ist Mitglied der katholischen Studentenverbindungen KDStV Gothia Würzburg und KDStV Carolus Magnus Saarbrücken, beide im CV.

## Berufliche Tätigkeiten
Seine berufliche Laufbahn begann Schneider 1971 am Institut für Freie Berufe an der Universität Nürnberg. 1974 wechselte er zu dem Mannheimer Pharma-Großunternehmen Boehringer, wo er bis 1977 zuerst als Vertriebscontroller und danach als Assistent des Marketingdirektors tätig war. Im gleichen Jahr machte sich Schneider selbständig und gründete sein eigenes Unternehmen „Dr. Ernst Schneider und Partner“ (später „Dr. Ernst Schneider Strategie- und Vertriebsberatung“). Seine Angebotspalette erstreckt sich auf die Bereiche „Betriebliche Beratung“ und „Verhaltenstraining“.

## Weitere Aktivitäten
Neben seinem beruflichen Engagement betätigte sich Schneider auch als Autor von Fachliteratur und Sachbüchern, von denen eines inzwischen bereits in hoher Auflage erschienen ist: seine Publikation Erfolgreich sich selbständig machen gilt als deutsches Standard-Werk der Branche. Darüber hinaus kann er auf zahlreiche Veröffentlichungen in Fachzeitschriften zu den Themenkomplexen Mittelstand, Existenzgründung, Unternehmensstrategie und Vertrieb verweisen. Ernst Schneider ist Mitglied im Weißen Ring, im Rotary-Club und im saarländischen Marketing-Club. 

## Ehrungen und Auszeichnungen
- 1995 Wahl zum „Erfolgreichsten Gründungsberater Deutschlands“ (Unternehmer-Magazin impulse)
- 2010 Berufung zum Mitglied des Mittelstandsbeirates des saarländischen Wirtschaftsministers

## Werke (Auswahl)
- Ernst Schneider: Verkaufen als Schlüsselqualifikation. In: Rotary Magazin. Nr. 8/2010
- Ernst Schneider: Erfolgreich sich selbstständig machen. 14. Auflage, Lexika-Verlag, Würzburg 2008. (Praktisches Wirtschaftswissen) ISBN 3-89694-221-2
- Ernst Schneider und Frank Frieß: Sind Dienstleistungsinnovationen vermarktbar? Neue Verkaufstechniken. In: Frankfurter Allgemeine Zeitung. (Nr. 106) vom 8. Mai 2006
- Ernst Schneider: Leitfaden zur Unternehmenssicherung. Deutscher Sparkassenverlag, Stuttgart 1996.
- Ernst Schneider und Monika Frick-Becker: Existenzsicherung für junge Unternehmen. Deutscher Wirtschaftsdienst, Köln 1988.